# Adapoidea
Adapoidea jsou nadčeledí euprimátů z infrařádu/podřádu Adapiformes. Jedná se o úspěšnou skupinu jedněch z nejstarších známých pravých primátů (spolu s nadčeledí Omomyoidea), jejíž první zástupci se objevili v období spodního eocénu, a nejmladší zástupci přežívali až do konce miocénu. Adapoidní primáti se poprvé objevili na území Evropy a Severní Ameriky, postupně se rozšířili i do Afriky a Asie.

## Vzhled
Adapoidní primáti se vzhledem podobali současným lemurům. Dosahovali hmotnosti až 7 kg, přední končetiny byly kratší než zadní. Na prstech končetin se již objevovaly nehty, palec byl schopný opozice a dobrého úchopu. Lebka se vyznačovala dlouhými čelistmi a menšími očnicemi, což svědčí pro denní způsob života. Řezáky byly malé, špičáky naopak poměrně velké. Adapoidi si zachovávali ještě čtyři třenové zuby (premoláry). Střižné lišty stoliček naznačují krmení se méně výživnou rostlinnou potravou, mezi kterou lze řadit například listy.

## Zástupci
Zde je uvedeno šest čeledí, jak je uvádí Fleagle (2013), jiné systémy mohou užívat odlišných klasifikací. Fleagle zároveň uvádí, že „vztahy mezi adapoidy jsou téměř jistě složitější a zdaleka nevyřešené”.
Zástupci čeledi Notharctidae se vyskytovali během raného a středního eocénu především v Severní Americe. Nejčasnějším zástupcem této čeledi a jedním z nejranějších adapoidů je rod Cantius, zastoupený množstvím severoamerických druhů a dvěma evropskými druhy.
Čeleď blízce příbuznou notharctidům představují Cercamoniidae.
Čeleď Caenopithecidae byla rozšířena v Evropě, Severní Americe, Africe i Asii.
Adapidé (Adapidae) představují pravděpodobně nejznámější čeleď, která se vyskytovala na území dnešní Evropy. Rod Adapis patří mezi nejznámější a nejlépe prozkoumané eocenní primáty.
Miocenní čeleď Sivaladapidae je známá z miocénu Indického subkontinentu.
Nověji popsaná čeleď Asiadapidae zahrnuje adapoidy z raného eocénu z Indie a Pákistánu.
Adapoidní primáti byli tradičně chápáni jako eocenní zástupci lemurů, avšak v mnoha ohledech se jedná o mnohem primitivnější skupinu než jsou moderní poloopice a je vhodnější je klasifikovat coby primitivní kmenové strepsirhinní primáty. Objev adapoidního rodu Darwinius v německém dole Messel vnesl do vědeckých kruhů otázku ohledně postavení adapoidů, protože autoři popisu (Franzen et al., 2009) uvedli, že je Darwinius spojen s vývojem haplorhinních primátů, a tedy i lidí. Následující kladistické studie však jednoznačně hodnotí adapiformní primáty mezi zástupce strepsirhinů.